# Roxana Popa
Roxana Daniela Popa Nedelcu (n. 2 iunie 1997, Constanța, România) este o gimnastă română care a reprezentat Spania la toate competițiile internaționale. Popa a intrat prima dată în contact cu gimnastica în țara ei natală, România, țară cu o lungă tradiție în acest sport, unde a avut prima ei inițiere. Acum se antrenează în Centru Național Spaniol de Sport (CARD) și face parte din EGAD Los Cantos Alcorcon din Madrid. Cele mai bune rezultate le-a obținut la sărituri și la sol.
În afară de limba maternă, română, Roxana este, de asemenea, fluentă în limba spaniolă, engleză, și parțial franceză. Idolii lui Popa sunt gimnastele românce Nadia Comăneci, Cătălina Ponor și Larisa Iordache.

## Începutul carierei
Popa s-a mutat în Spania, împreună cu familia ei, la vârsta de șase ani. A concurat la Naționalele din Spania în 2008 și cu toate că a fost câștigătoare la toate aparatele, nu a urcat pe podium deoarece nu avea cetățenie spaniolă. Acest lucru a fost prezentat într-un documentar de televiziune, Canal Plus España.
Când a reușit în cele din urmă să concureze pentru Spania, a suferit un accident la cot în timp ce se antrena la paralele, lucru care a necesitat o intervenție chirurgicală și recuperare intensivă, lăsând-o în afara competiției pentru câțiva ani.

## Cariera de junioară
Popa a reprezentat Spania la ediția din 2012 a Campionatelor Europene de la Bruxelles. S-a calificat în finală la individual compus și sărituri și a fost a treia rezervă pentru finala la sol. S-a clasat pe locul al șaselea în finala de la sărituri și pe locul al unsprezecelea la individual compus.

## Cariera de senior
Debutul de senioară al lui Popa a fost în 2013, la Cupa Mondială de la Cottbus, unde nu a reușit să se claseze în finală la niciun aparat. Mai târziu, în aceeași lună, a fost inclusă în echipa spaniolă pentru Campionatele Europene.
La Campionatele Europene s-a calificat pe locul cinci la individual compus și pe locul șapte la etapa finală. S-a clasat pe locul șase la individual compus și pe locul șapte la sol.
În iunie, a concurat în cadrul Jocurilor Mediteraneene. Cu toate acestea, a avut o aterizare proastă la încălzire, la individual compus, care a determinat-o să se retragă pe parcursul competiției. Accidentarea nu a fost serioasă, iar Popa a fost suficient de bună pentru a revendica titlul spaniol, la individual compus, în luna următoare. A fost nominalizată în echipa spaniolă pentru Campionatele Mondiale de la sfârșitul verii.

În calificări, Popa s-a clasat pe locul zece la individual compus, dar a ratat finalele. S-a plasat a douăsprezecea la individual compus.
Popa a fost selectată ca și concurentă pentru Mexico Open, în noiembrie și pentru Cupa Mondială de la Glasgow, în decembrie. În Mexic, a avut performanțe scăzute în prima zi a concursului, plasându-se a patra, dar s-a motivat pentru a câștiga medalia de aur, având 0.200 puncte în plus față de medaliată la argint, americanca Peyton Ernst. În Glasgow, lucrurile au început să fie mai dure, când a decis să nu efectueze dublul salt rotit Yurchenko pentru că nu a obținut booster block-ul de care avea nevoie și a efectuat o săritură Yurchenko foarte simplă. Ea a avut rezultate bune la alte trei aparate și a terminat pe locul cinci.
La începutul anului 2014, a fost anunțată ca și concurentă la American Cup, 1 martie și la Tokyo World Cup pe data de 5 și 6 aprilie. La American Cup a avut rezultate bune la sărituri și bârnă, dar s-a lovit la picioare greșind o figură la paralele. La sol, a impresionat mulțimea cu exercițiul ei și a terminat pe locul al șaselea.În aceeași lună, a concurat la un amical împotriva gimnastelor din Marea Britanie și Germania, câștigând la individual compus medalia de aur și bronz în echipă.
La începutul lunii mai a concurat la Spanish Cup, câștigănd la toate aparatele cu excepția la bârnă, unde a terminat pe locul al cincilea. Câteva săptămâni mai târziu, a concurat la Campionatele Europene plasându-se a șasea cu echipa ei, a șaptea privind exercițiul la sol și a opta la paralele. În iulie, a concurat la Naționalele din Spania unde și-a apărat titlul de campioană la individual compus și a câștigat aur la fiecare aparat, cu excepția la bârnă, unde a câștigat medalia de argint. La Campionatele Mondiale, s-a calificat la individual compus, având performanțe bune la paralele și sol. La Blume Memorial, în noiembrie, și-a îmbunătățit performanțele la paralele și sol, unde s-a descurcat foarte bine.
Ea a fost programată să concureze la Mexico Open și a fost considerată favorită pentru aur, dar a suferit o accidentare la genunchi la încălzirea din dimineața zilei concursului și s-a retras. Accidentul a fost diagnosticat cu o entorsă la menisc, ceea ce a dus la o intervenție chirurgicală. La diagnostic, medicii au descoperit că rana era mai veche și a trecut neobservată până în decembrie. Recuperarea a durat aproximativ șase luni.

## Clasament competiții
| An   | Eveniment                      | Echipa | AA | VT | UB | BB | FX |
| ---- | ------------------------------ | ------ | -- | -- | -- | -- | -- |
| 2012 | Campionatul European (juniori) | 11     | 11 | 6  |    |    |    |
| 2013 | Campionatele Europene          |        | 6  |    |    |    | 7  |
| 2013 | Campionatele Naționale         |        | 1  | 1  | 1  | 1  | 1  |
| 2013 | Campionatele Mondiale          |        | 12 |    |    |    |    |
| 2013 | Mexico Open                    |        | 1  |    |    |    |    |
| 2013 | Cupa Mondială de la Glasgow    |        | 5  |    |    |    |    |
| 2014 | American Cup                   |        | 5  |    |    |    |    |
| 2014 | Tokyo World Cup                |        | 2  |    |    |    |    |
| 2014 | Munich Friendly                | 3      | 1  |    |    |    |    |
| 2014 | Spanish Cup                    | 1      | 1  | 1  | 1  | 5  | 1  |
| 2014 | Campionatele Europene          | 6      |    |    | 8  |    | 7  |
| 2014 | Campionatele Naționale         |        | 1  | 1  | 1  | 2  | 1  |
| 2014 | Novara Cup                     |        | 2  |    |    |    |    |
| 2014 | Campionatele Mondiale          |        | 13 |    |    |    |    |
| 2014 | Joaquim Blume Memorial         |        | 1  |    |    |    |    |